# Звездочёт (фильм)
«Звездочёт» — трёхсерийный военный драматический фильм режиссёра Анатолия Тютюнника по мотивам романа Анатолия Марченко «Звездочёты», снятый по заказу Гостелерадио СССР. Вышел на экраны в 1987 году.

## Сюжет
Советская разведчица Ярослава Соболева, посланная в Германию в начале 1930-х годов под именем Софи Вайнерт, получает задание разыскать и уничтожить новый вид бактериологического оружия. Для выполнения задания она жертвует жизнью.

## В ролях
- Альбина Матвеева — Ярослава Соболева (Софи Вайнерт)
- Игорь Ледогоров — Максим Соболев
- Георгий Жженов — начальник разведуправления
- Викторас Шинкарюкас — Иванов, полковник
- Георгий Дрозд — Старцев, майор
- Сергей Юрский — Дитц
- Леонид Ярмольник — Клаус Зоммер, начальник гестапо
- Ромуальдас Раманаускас — Рудольф Альтман, летчик-испытатель
- Гедиминас Гирдвайнис — Дитрих
- Александр Вокач — букинист
- Ирина Резникова — Эмма Вирт
- Игорь Ливанов — Курт Ротенберг
- Валентин Никулин — Конрад Лассвиц
- Игорь Богодух — Людвиг фон Шверин, адвокат (озвучил Юрий Гусев)
- Сергей Кошонин — журналист
- Александр Франскевич-Лайе — Лихтенштейн, корветтен-капитан
- Светлана Акимова — фройляйн Раушенбах